# Индостанская плита

Литосферные плиты. Индостанская (Индийская) плита показана красным

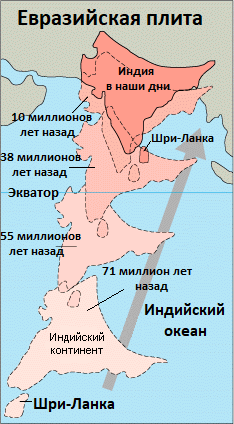
Из-за дрейфа континентов Индийская плита отделилась от Мадагаскара и сталкивается с Евразийской плитой, образуя Гималаи.

Индостанская (Индийская) плита или Индия — тектоническая плита среднего размера, которая изначально была частью древнего континента Гондваны, от которого и отделилась. Примерно 50—55 миллионов лет назад она слилась с прилегающей Австралийской плитой. В настоящее время она является частью большой Индо-Австралийской плиты и включает в себя субконтинент Индию и часть бассейна Индийского океана.
В конце мелового периода около 90 миллионов лет назад, после отделения от Гондваны соединённых Мадагаскара и Индии, Индийская плита отделилась от Мадагаскара.

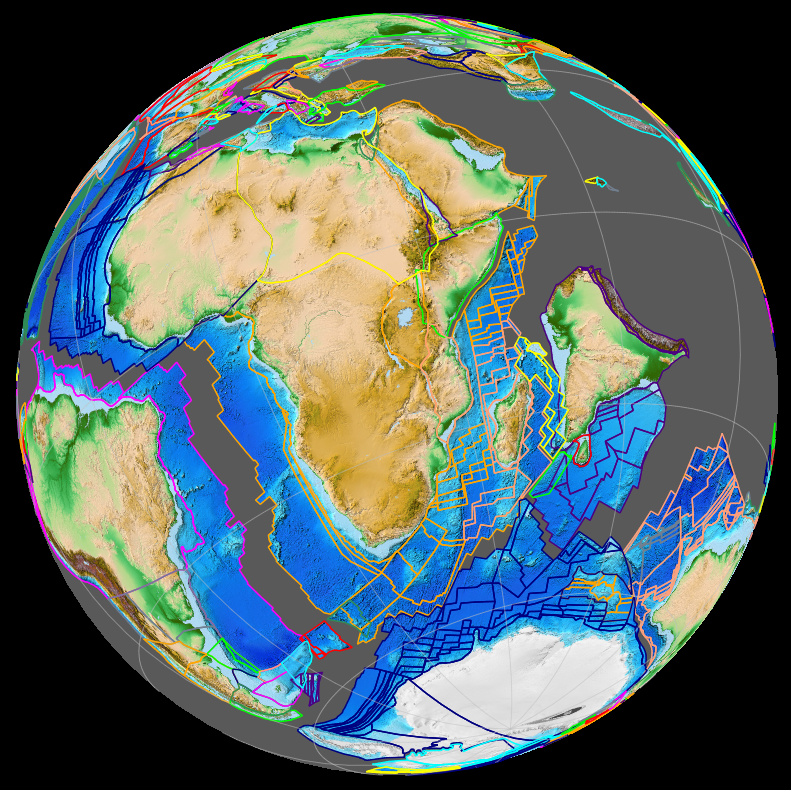
Открытие западной части Индийского океана 70 млн лет назад: первая океаническая кора между Индостаном и Мадагаскаром

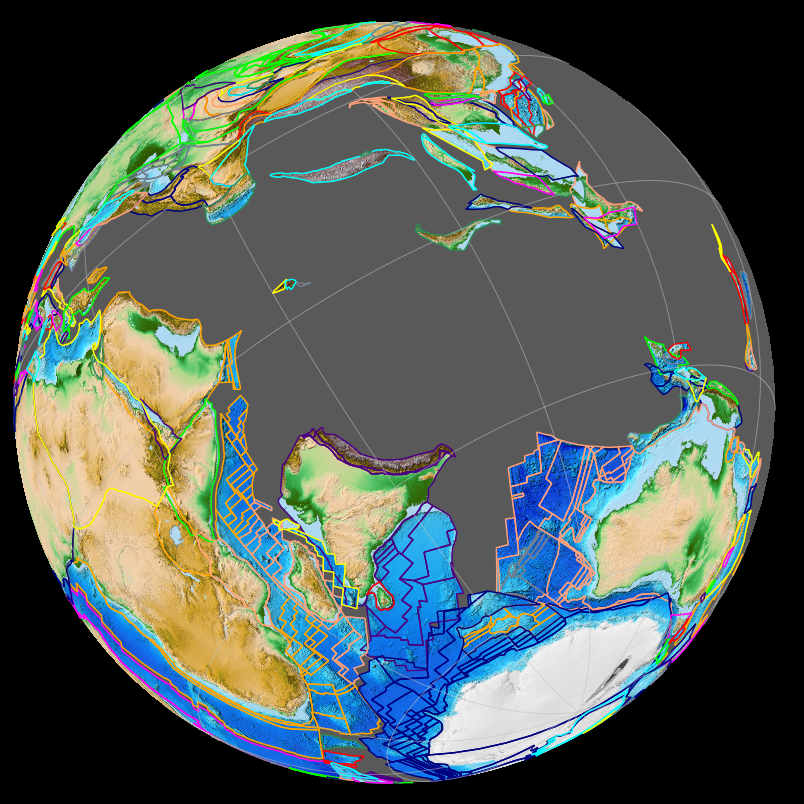
Индостанская плита 80 млн лет назад

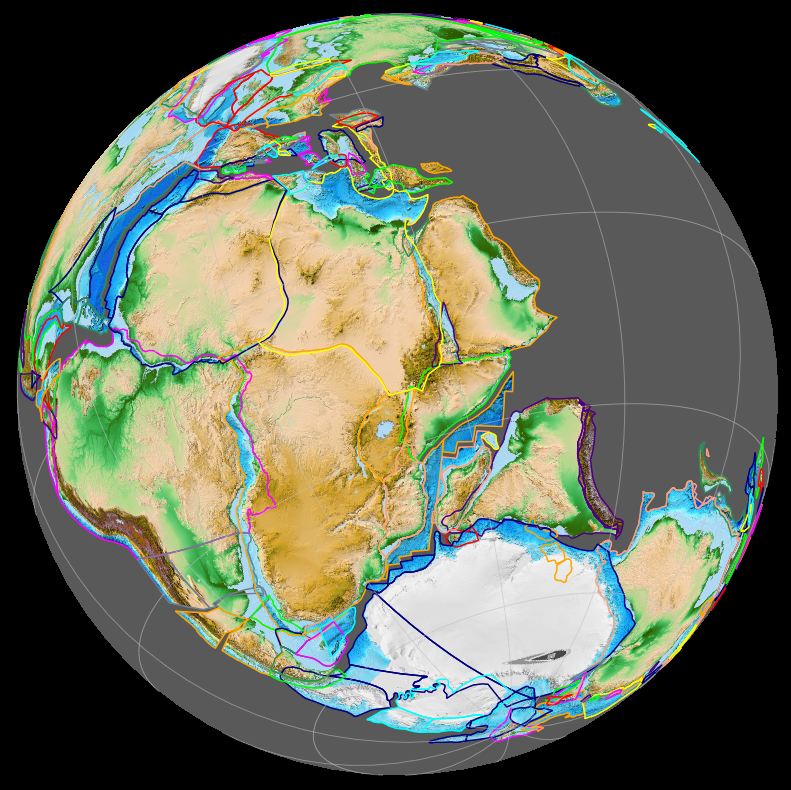
Индостанская плита 150 млн лет назад

Она начала двигаться на север, примерно на 20 см/год, и стала сталкиваться с Азией, примерно 50—55 миллионов лет назад, в эпоху эоцена кайнозойской эры. За это время Индийская плита покрыла расстояние от 2000 до 3000 км, и двигалась быстрее, чем любая другая известная плита. В 2007 году немецкие геологи установили, что причиной быстрого движения является половинная толщина Индийской плиты, по сравнению с другими плитами, составлявшими ранее Гондвану.
Столкновение с Евразийской плитой по границе между Индией и Непалом сформировало орогенный пояс, который создал Тибетское нагорье и Гималаи, а осадочные породы в нём сгрудились, как земля перед плугом.
Индийская плита в настоящее время перемещается на северо-восток на 5 см/год, в то время как Евразийская плита движется на север со скоростью только 2 см/год. Это приводит к деформациям Евразийской плиты, а Индийская плита сжимается со скоростью 4 мм/год.

## Землетрясение в Индийском океане в 2004 году
Землетрясение в Индийском океане в 2004 году магнитудой 9,3 было вызвано давлением в зоне субдукции, где Индийская плита скользит под Бирманскую плиту, в восточной части Индийского океана, со скоростью 6 см/год. Вдоль этой границы, где встречаются Индо-Австралийская и Евразийская плиты, образуется Зондский жёлоб. Землетрясения здесь возникают из-за поддвигов, где плита скользит под прямым углом к жёлобу, или надвигов, когда материал к востоку от плиты скользит вдоль жёлоба.
Землетрясение 26 декабря 2004 года, как и всегда при таких больших землетрясениях, было вызвано надвигом. Разрыв длиной 100 км привёл к скольжению плит на расстоянии около 1600 км. При этом горные породы сдвинулись на 15 м, и на несколько метров поднялось морское дно, породив большое цунами.

## Землетрясение в Кашмире в 2005 году
8 октября 2005 года землетрясение магнитудой 7,6 произошло у Музаффарабада, Кашмир, Пакистан. Погибло более 80 000 человек, более 2,5 миллионов остались без крова.